# Saint-Martin-Curton
Pour les articles homonymes, voir Saint-Martin et Curton.
Saint-Martin-Curton ou officieusement Saint-Martin-de-Curton est une commune du Sud-Ouest de la France, située dans le département de Lot-et-Garonne, en région Nouvelle-Aquitaine.

## Géographie

### Localisation
La commune se trouve à 57 km à l'ouest - nord-ouest d'Agen, chef-lieu du département, à 37 km au nord-ouest de Nérac, chef-lieu d'arrondissement et à 7 km à l'ouest - nord-ouest de Casteljaloux, chef-lieu de canton. Elle est limitrophe du département de la Gironde.

### Communes limitrophes
Les communes limitrophes sont Antagnac, Ruffiac, Poussignac, Beauziac, Pindères, Saint-Michel-de-Castelnau, Goualade, Marions, Sillas et Cours-les-Bains.
| Cours-les-Bains (Gironde), Sillas (Gironde) | Antagnac               | Ruffiac    |
| Marions (Gironde), Goualade (Gironde)       | Saint-Martin-de-Curton | Poussignac |
| Saint-Michel-de-Castelnau (Gironde)         | Pindères               | Beauziac   |

### Climat
Le climat qui caractérise la commune est qualifié, en 2010, de « climat du Bassin du Sud-Ouest », selon la typologie des climats de la France qui compte alors huit grands types de climats en métropole. En 2020, la commune ressort du type « climat océanique altéré » dans la classification établie par Météo-France, qui ne compte désormais, en première approche, que cinq grands types de climats en métropole. Il s’agit d’une zone de transition entre le climat océanique et les climats de montagne et semi-continental. Les écarts de température entre hiver et été augmentent avec l'éloignement de la mer. La pluviométrie est plus faible qu'en bord de mer, sauf aux abords des reliefs.
Les paramètres climatiques qui ont permis d’établir la typologie de 2010 comportent six variables pour les températures et huit pour les précipitations, dont les valeurs correspondent à la normale 1971-2000. Les sept principales variables caractérisant la commune sont présentées dans l'encadré ci-après.
| Paramètres climatiques communaux sur la période 1971-2000 - Moyenne annuelle de température : 13 °C - Nombre de jours avec une température inférieure à −5 °C : 2,4 j - Nombre de jours avec une température supérieure à 30 °C : 9,1 j - Amplitude thermique annuelle : 14,6 °C - Cumuls annuels de précipitation : 838 mm - Nombre de jours de précipitation en janvier : 11,1 j - Nombre de jours de précipitation en juillet : 6,7 j |

Avec le changement climatique, ces variables ont évolué. Une étude réalisée en 2014 par la Direction générale de l'Énergie et du Climat complétée par des études régionales prévoit en effet que la  température moyenne devrait croître et la pluviométrie moyenne baisser, avec toutefois de fortes variations régionales. La station météorologique de Météo-France installée sur la commune et mise en service en 1974 permet de connaître en continu l'évolution des indicateurs météorologiques. Le tableau détaillé pour la période 1991-2020 est présenté ci-après.
| Mois                                  | jan.          | fév.          | mars         | avril        | mai          | juin         | jui.         | août         | sep.        | oct.         | nov.         | déc.         | année      |
| ------------------------------------- | ------------- | ------------- | ------------ | ------------ | ------------ | ------------ | ------------ | ------------ | ----------- | ------------ | ------------ | ------------ | ---------- |
| Température minimale moyenne (°C)     | 2,6           | 2,7           | 5            | 7            | 10,4         | 13,5         | 15,2         | 15,3         | 12,4        | 9,9          | 5,7          | 3,4          | 8,6        |
| Température moyenne (°C)              | 6,2           | 7,1           | 10,2         | 12,5         | 16,1         | 19,4         | 21,5         | 21,7         | 18,5        | 14,8         | 9,6          | 6,8          | 13,7       |
| Température maximale moyenne (°C)     | 9,7           | 11,5          | 15,3         | 18           | 21,8         | 25,4         | 27,8         | 28,1         | 24,5        | 19,6         | 13,5         | 10,2         | 18,8       |
| Record de froid (°C) date du record   | −15,7 16.1985 | −12,5 09.2012 | −9 01.2005   | −3 12.1986   | 1,5 05.2019  | 4 01.2006    | 7,6 08.1978  | 7 30.1986    | 3,4 25.2002 | −2,5 18.2009 | −7,2 20.1985 | −9,6 15.2001 | −15,7 1985 |
| Record de chaleur (°C) date du record | 19,5 13.1993  | 25 27.2019    | 28,7 29.2023 | 29,5 17.2013 | 33,9 30.2001 | 38,8 18.2022 | 39,6 23.2019 | 41,3 11.2025 | 37 12.2022  | 32,6 04.2004 | 25,5 07.2015 | 22,2 15.1989 | 41,1 2023  |
| Précipitations (mm)                   | 82,4          | 60,7          | 64,9         | 84,5         | 83,2         | 67,1         | 48,4         | 59,7         | 64,8        | 71,5         | 94,4         | 85,6         | 867,2      |

## Urbanisme

### Typologie
Au 1er janvier 2024, Saint-Martin-Curton est catégorisée commune rurale à habitat très dispersé, selon la nouvelle grille communale de densité à sept niveaux définie par l'Insee en 2022.
Elle est située hors unité urbaine. Par ailleurs la commune fait partie de l'aire d'attraction de Casteljaloux, dont elle est une commune de la couronne,. Cette aire, qui regroupe 14 communes, est catégorisée dans les aires de moins de 50 000 habitants,.

### Occupation des sols

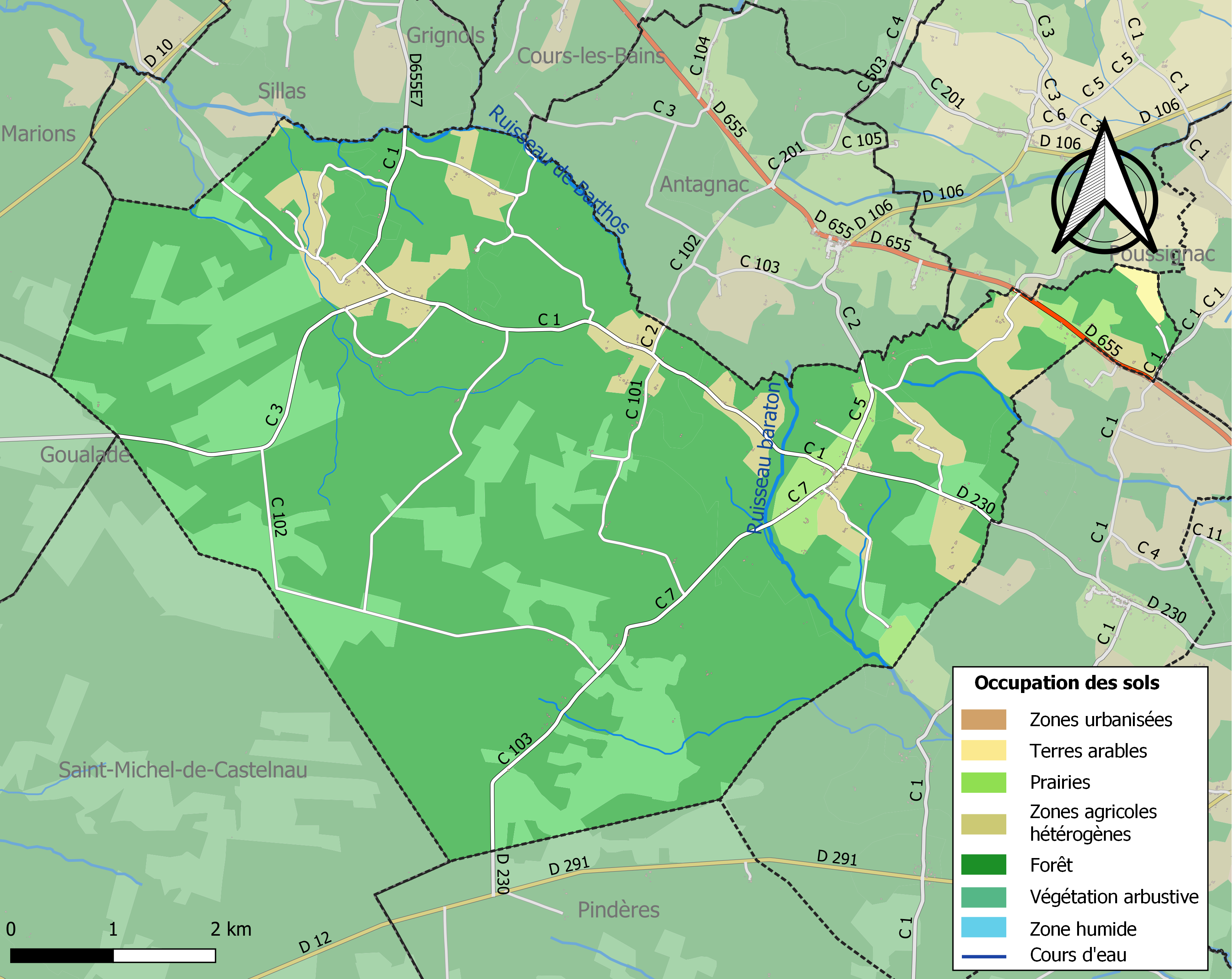
Carte des infrastructures et de l'occupation des sols de la commune en 2018 (CLC).

L'occupation des sols de la commune, telle qu'elle ressort de la base de données européenne d’occupation biophysique des sols Corine Land Cover (CLC), est marquée par l'importance des forêts et milieux semi-naturels (89,5 % en 2018), en augmentation par rapport à 1990 (88,2 %). La répartition détaillée en 2018 est la suivante : 
forêts (71,9 %), milieux à végétation arbustive et/ou herbacée (17,6 %), zones agricoles hétérogènes (8 %), prairies (2,3 %), terres arables (0,3 %). L'évolution de l’occupation des sols de la commune et de ses infrastructures peut être observée sur les différentes représentations cartographiques du territoire : la carte de Cassini (XVIIIe siècle), la carte d'état-major (1820-1866) et les cartes ou photos aériennes de l'IGN pour la période actuelle (1950 à aujourd'hui).

### Voies de communication et transports
- Routes départementales D230 et D11b ;
- Autoroutes : A62, accès no 5 de Marmande, à 17 km et A65, accès no 1 de Bazas, à 27 km ;
- Gare la plus proche : gare de Marmande à 26 km.

### Risques majeurs
Le territoire de la commune de Saint-Martin-Curton est vulnérable à différents aléas naturels : météorologiques (tempête, orage, neige, grand froid, canicule ou sécheresse), feux de forêts, mouvements de terrains et séisme (sismicité très faible). Il est également exposé à un risque technologique, le transport de matières dangereuses. Un site publié par le BRGM permet d'évaluer simplement et rapidement les risques d'un bien localisé soit par son adresse soit par le numéro de sa parcelle.

#### Risques naturels
Saint-Martin-Curton est exposée au risque de feu de forêt. Depuis le 20 avril 2016, les départements de la Gironde, des Landes et de Lot-et-Garonne disposent d’un règlement interdépartemental de protection de la forêt contre les incendies. Ce règlement vise à mieux prévenir les incendies de forêt, à faciliter les interventions des services et à limiter les conséquences, que ce soit par le débroussaillement, la limitation de l’apport du feu ou la réglementation des activités en forêt. Il définit en particulier cinq niveaux de vigilance croissants auxquels sont associés différentes mesures,.
Les mouvements de terrains susceptibles de se produire sur la commune sont des affaissements et effondrements liés aux cavités souterraines (hors mines) et des tassements différentiels. Afin de mieux appréhender le risque d’affaissement de terrain, un inventaire national permet de localiser les éventuelles cavités souterraines sur la commune.

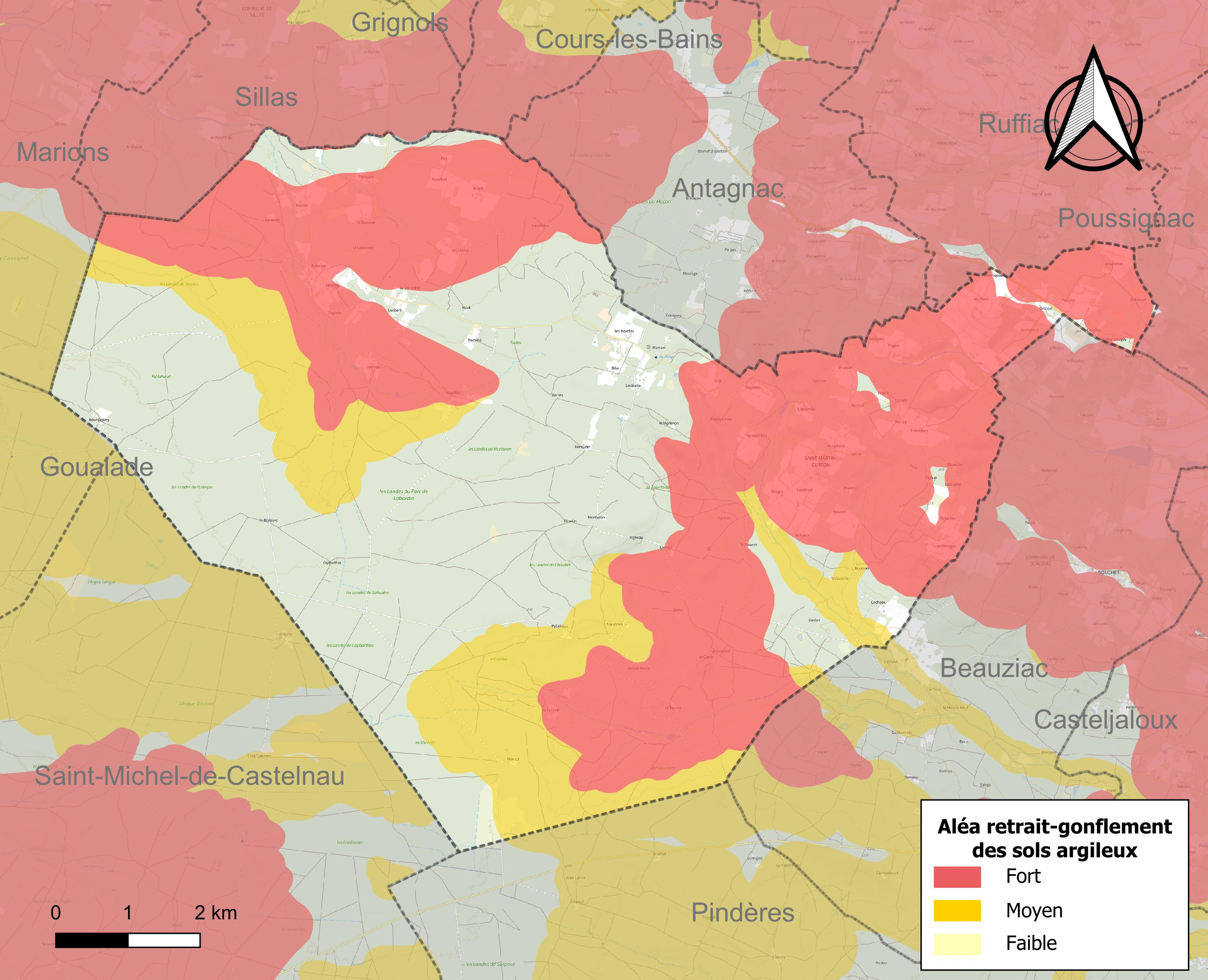
Carte des zones d'aléa retrait-gonflement des sols argileux de Saint-Martin-Curton.

Le retrait-gonflement des sols argileux est susceptible d'engendrer des dommages importants aux bâtiments en cas d’alternance de périodes de sécheresse et de pluie. 58,4 % de la superficie communale est en aléa moyen ou fort (91,8 % au niveau départemental et 48,5 % au niveau national). Depuis le 1er octobre 2020, en application de la loi ELAN, différentes contraintes s'imposent aux vendeurs, maîtres d'ouvrages ou constructeurs de biens situés dans une zone classée en aléa moyen ou fort,.
La commune a été reconnue en état de catastrophe naturelle au titre des dommages causés par les inondations et coulées de boue survenues en 1982, 1999, 2009 et 2018, par la sécheresse en 2003 et par des mouvements de terrain en 1999.

## Toponymie
Dans un texte de 1316 des Archives historiques de la Gironde, le village est désigné sous le nom de Curtens ; en 1383, il devient Curton. Par la suite, il prend également le nom de son saint patron, saint Martin de Tours, pour former l’appellation actuelle.
Le nom de la commune en gascon est Sent Martin de Curton.
Ses habitants sont appelés les Curtonnais.

## Histoire
- Le 20 janvier 1724, dame Marie de Fourcade, épouse de Daniel de Brocas, (quatrième fils de Joseph de Brocas et d’Henrye de Brizac et initiateur de la VIe lignée de la famille de Brocas, écuyer, sieur de Las Grézêres), fit son testament devant Beauroche, notaire à Casteljaloux. Par cet acte, elle institua pour son héritier général et universel le chevalier de Tamaignan, son neveu, laissa à son époux, afin de reconnaître les bons soins qu’elle avait reçus, la jouissance de tous ses biens, et demanda à être inhumée et ensevelie dans l’église de Saint-Martin de Curton.
- Daniel de Brocas s’est marié, une première fois, à Isabeau de Coursan. fille de feu Louis de Coursan, et de damoiselle Marie Latané. Le contrat a été signé à Saint-Martin de Curton, juridiction de Casteljaloux.

La commune voisine de Heuliès, peuplée de 240 habitants au recensement de 1836, a été rattachée en 1841.

## Politique et administration
| Période                                  | Période   | Identité         | Étiquette | Qualité             |
| ---------------------------------------- | --------- | ---------------- | --------- | ------------------- |
| avant 1988                               | ?         | Roger Vialard    | PCF       |                     |
| mars 2001                                | mars 2008 | Serge Cucchi     |           | Exploitant agricole |
| mars 2008                                | mars 2014 | Maurice Mivielle |           | Retraité            |
| mars 2014                                | mai 2020  | Bruno Pébereau   |           |                     |
| mai 2020                                 | En cours  | Jean-Paul Glorys |           |                     |
| Les données manquantes sont à compléter. |           |                  |           |                     |

## Démographie
L'évolution du nombre d'habitants est connue à travers les recensements de la population effectués dans la commune depuis 1793. Pour les communes de moins de 10 000 habitants, une enquête de recensement portant sur toute la population est réalisée tous les cinq ans, les populations de référence des années intermédiaires étant quant à elles estimées par interpolation ou extrapolation. Pour la commune, le premier recensement exhaustif entrant dans le cadre du nouveau dispositif a été réalisé en 2005.

En 2022, la commune comptait 305 habitants, en évolution de −0,65 % par rapport à 2016 (Lot-et-Garonne : −0,18 %, France hors Mayotte : +2,11 %).
| 1793 | 1800 | 1806 | 1821 | 1831 | 1836 | 1841 | 1846 | 1851 |
| ---- | ---- | ---- | ---- | ---- | ---- | ---- | ---- | ---- |
| 564  | 384  | 577  | 568  | 696  | 549  | 759  | 856  | 869  |

| 1856 | 1861 | 1866 | 1872 | 1876 | 1881 | 1886 | 1891 | 1896 |
| ---- | ---- | ---- | ---- | ---- | ---- | ---- | ---- | ---- |
| 853  | 855  | 849  | 829  | 840  | 845  | 830  | 801  | 794  |

| 1901 | 1906 | 1911 | 1921 | 1926 | 1931 | 1936 | 1946 | 1954 |
| ---- | ---- | ---- | ---- | ---- | ---- | ---- | ---- | ---- |
| 791  | 717  | 739  | 631  | 605  | 572  | 533  | 494  | 405  |

| 1962 | 1968 | 1975 | 1982 | 1990 | 1999 | 2005 | 2006 | 2010 |
| ---- | ---- | ---- | ---- | ---- | ---- | ---- | ---- | ---- |
| 375  | 291  | 249  | 225  | 232  | 266  | 279  | 274  | 298  |

| 2015 | 2020 | 2022 | - | - | - | - | - | - |
| ---- | ---- | ---- | - | - | - | - | - | - |
| 303  | 306  | 305  | - | - | - | - | - | - |

## Lieux et monuments
- Église Saint-Martin de Saint-Martin-Curton, dans le bourg[31]
- Église Saint-Michel d'Heulies, anciennement Saint-Vincent, dans le hameau d'Heulies, au nord-ouest du territoire communal[32]
- Monument aux morts.

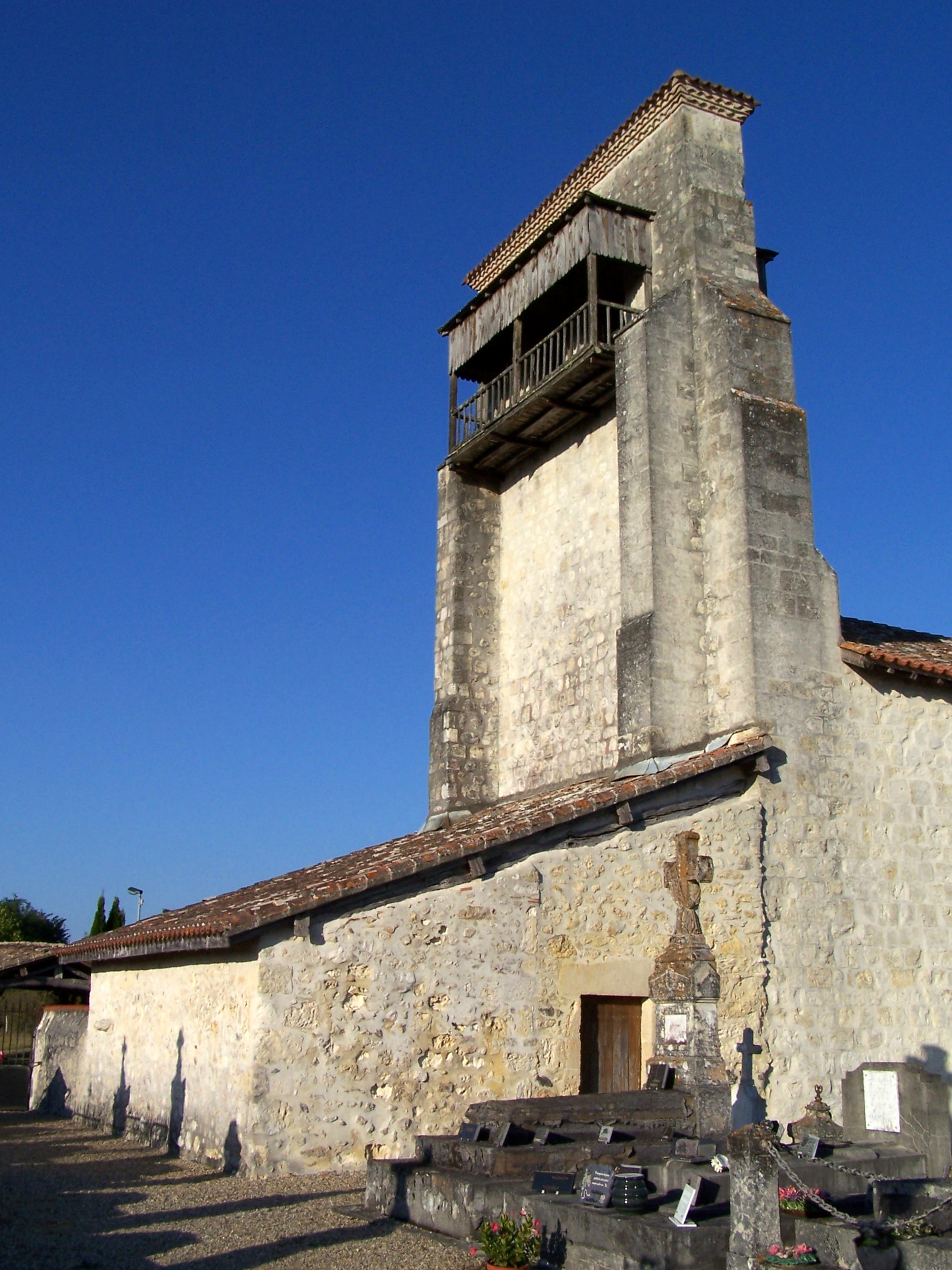
L'église Saint-Martin (sept. 2012).
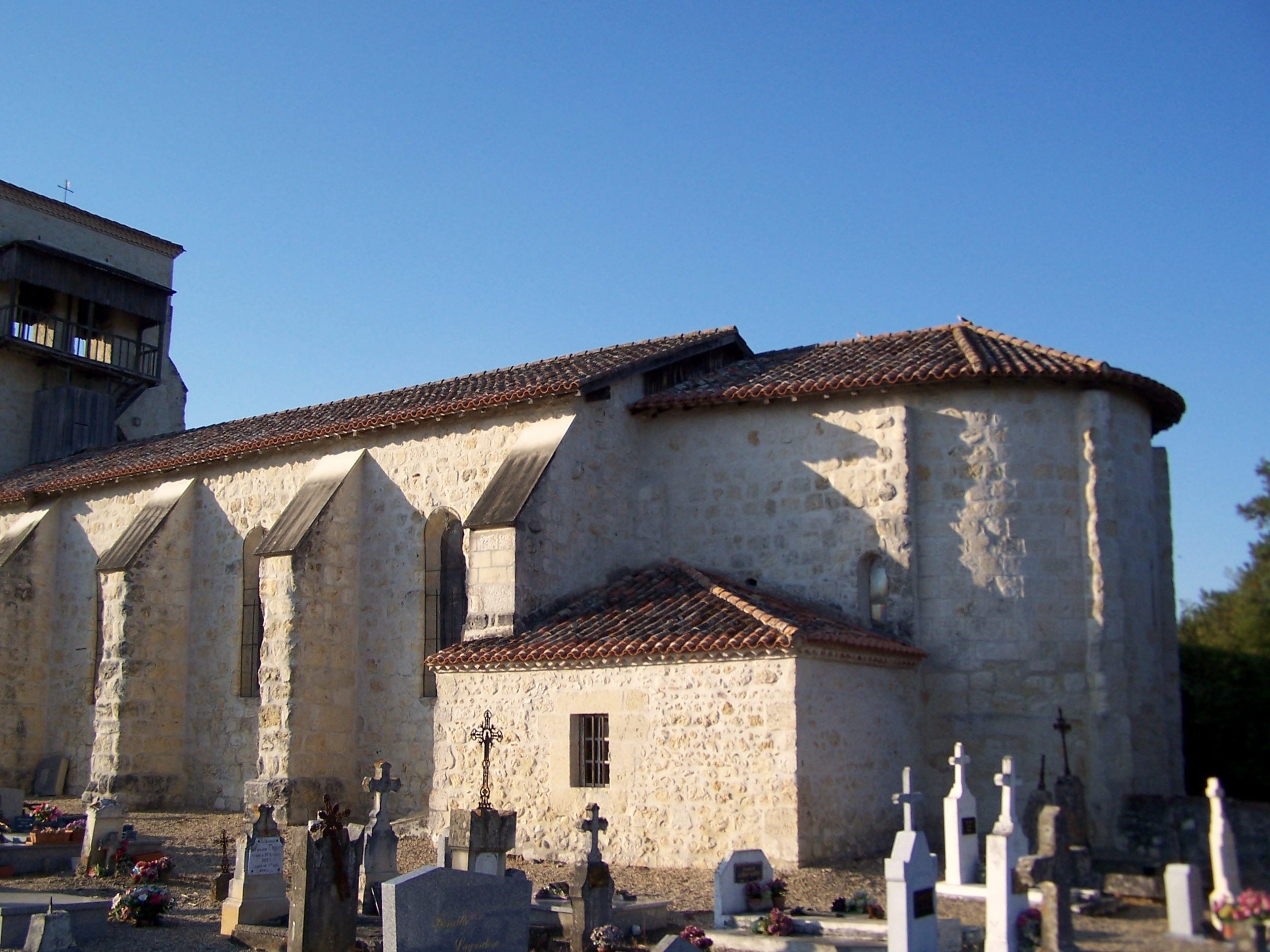
Façade sud (sept. 2012).
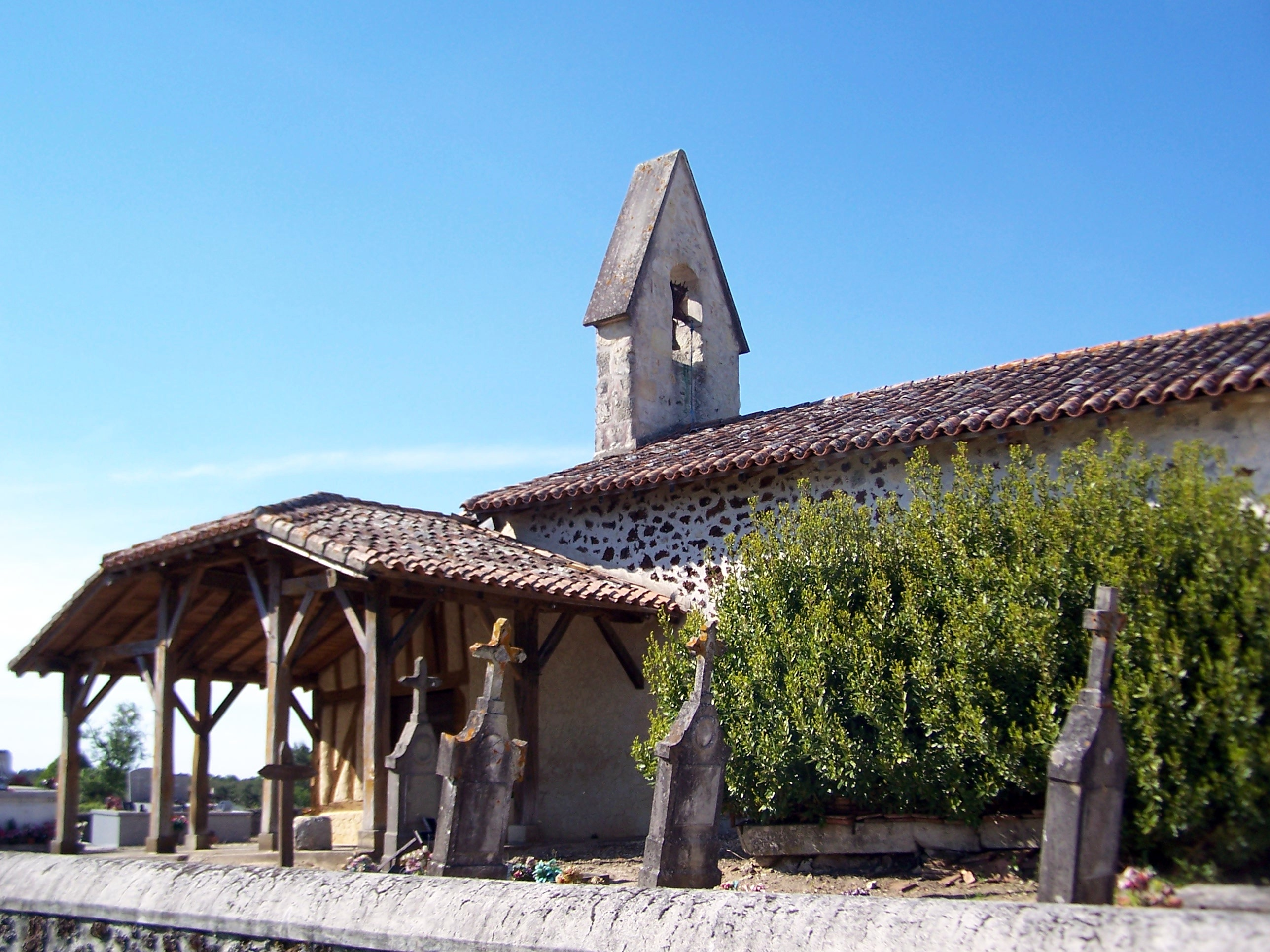
L'église Saint-Michel d'Heulies (mai 2013).
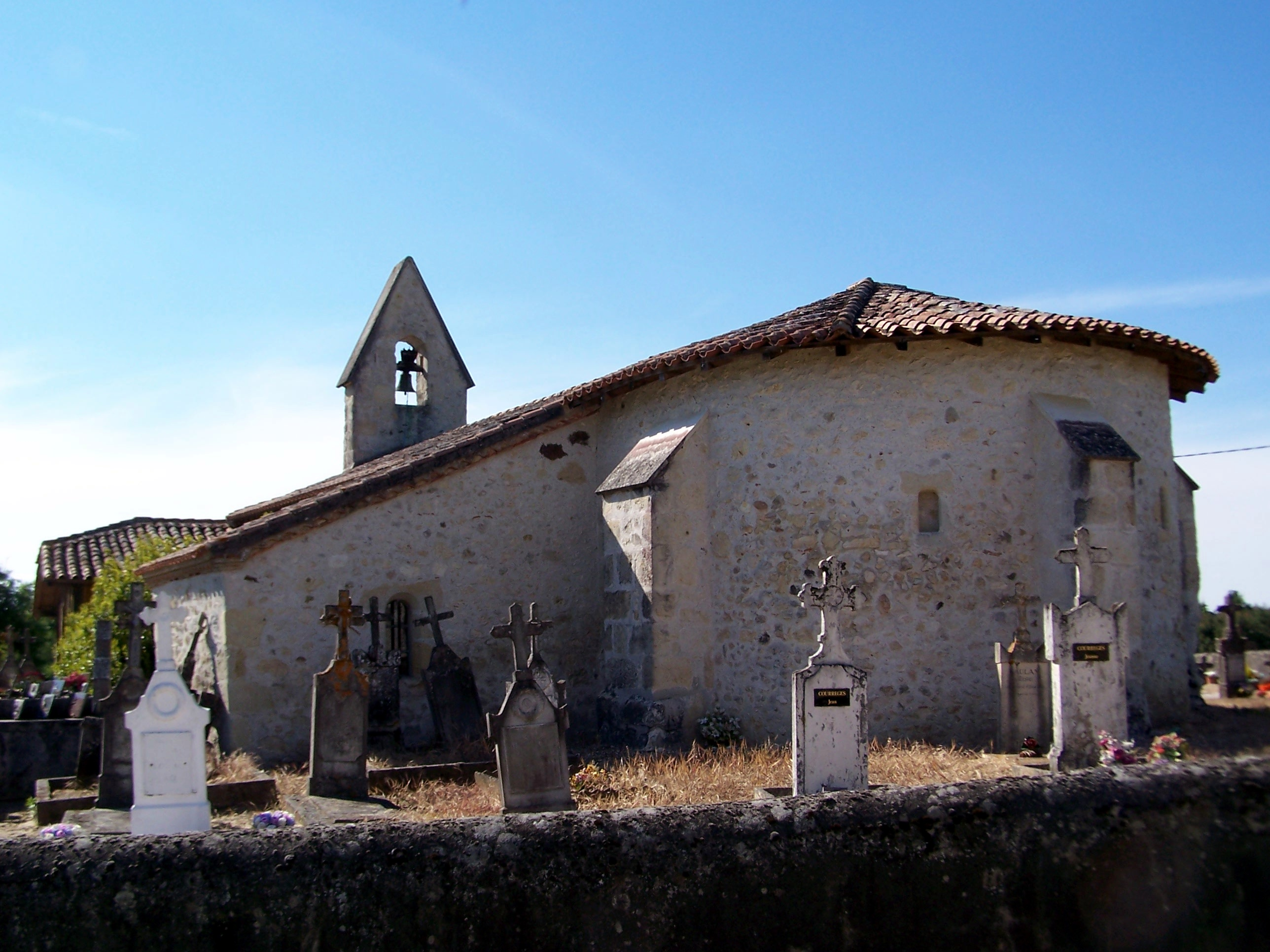
Le chevet de l'église Saint-Michel (mai 2013).
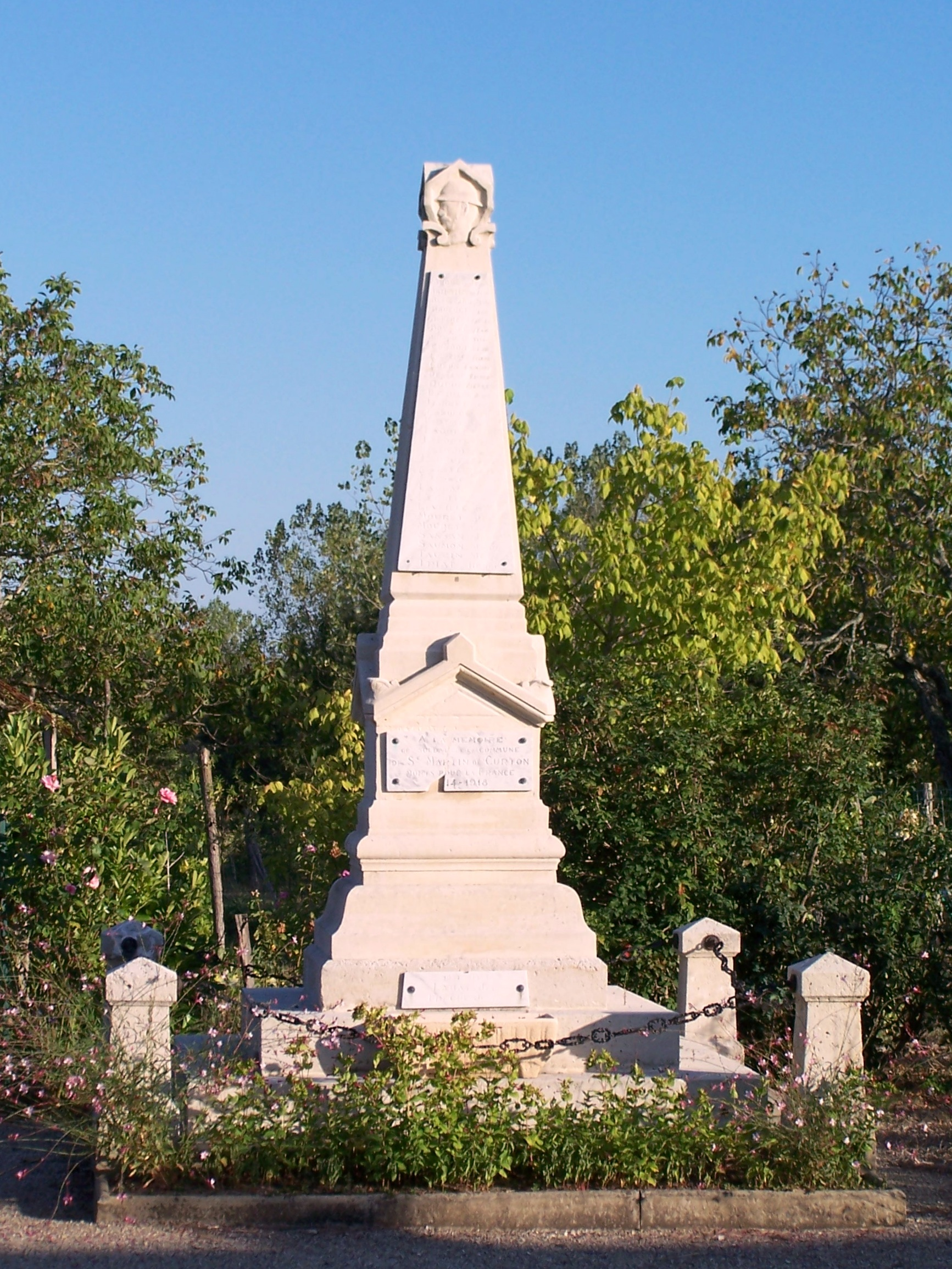
Le monument aux morts au carrefour près de la mairie (sept. 2012).

## Personnalités liées à la commune
- Jean Jacquet (1859-19..), essayiste antisémite, a été le curé de la paroisse de Saint-Martin-de-Curton entre 1890 et 1909.
- André Sainte-Laguë (1882-1950), mathématicien, pionnier de la théorie des graphes, est né dans la commune.